# Agromyza paucineura
Agromyza paucineura este o specie de muște din genul Agromyza, familia Agromyzidae, descrisă de Zlobin în anul 2001. Conform Catalogue of Life specia Agromyza paucineura nu are subspecii cunoscute.